# Mellbotärnen
Mellbotärnen är en sjö i Karlsborgs kommun i Västergötland och ingår i Motala ströms huvudavrinningsområde.